# Tvetenia paucunca
Tvetenia paucunca är en tvåvingeart som först beskrevs av Ole Anton Saether 1969.  Tvetenia paucunca ingår i släktet Tvetenia och familjen fjädermyggor. Arten har ej påträffats i Sverige. Inga underarter finns listade i Catalogue of Life.